# Juan Carlos Navarro
Juan Carlos Navarro Feijoo (Sant Feliu de Llobregat, 13. lipnja 1980.) španjolski je profesionalni košarkaš. Igra na poziciji bek šutera, a trenutačno je član španjolske Regal FC Barcelone. 

## Karijera
Karijeru je započeo u omladinskom pogonu F.C. Barcelone, a sa samo 17 godina debitirao je za njihovu momčad. Te godine igrao je i na Nike Hoop Summitu. S pojačanjima poput Dejana Bodiroge i Gregora Fučke, Barcelona je u sezoni 2002./03. osvojila trostruku krunu (Španjolsko prvenstvo, Kup Kralja i Euroligu). S Barcelonom, Navarro je osvojio četiri naslova španjolske lige (1999., 2001., 2003., i 2004.), tri Kupa Kralja (2001., 2003., 2007.), jedan španjolski superkup (2007.), Kup Radivoja Koraća (1999.) i Euroligu 2002./03. U sezoni 2005./06. odveo je svoju momčad do Final Foura Eurolige, gdje je u polufinalu Barcelona poražena od CSKA Moskve. 2006. osvojio je nagradu za najkorisnijeg igrača španjolske lige. 
Nakon što je izabran u 2. krugu (40. ukupno) NBA drafta 2002. od strane Washington Wizards, Navarro je ostao u Europi i čekao svoju priliku da otiđe u NBA. 3. kolovoza 2007., Wizardsi su ga u razmjeni s Memphis Grizzliesima, zamijenili za budući izbor 1. kruga NBA drafta.  U sezoni 2007./08. postaje članom Memphis Grizzliesa, a ubrzo postaje važnim kotačićem kluba. Postao je najboljim strijelcem kluba iza linije za tricu (.361%), a s klupe postizao je solidne brojke. Prosječno je postizao 10.9 poena, 2.6 skokova, i 2.1 asistenciju, a krajem sezone izabran je u NBA All-Rookie drugu petorku. 
18. lipnja 2008., Navarro se je vratio u Europu i s bivšim klubom Barcelonom potpisao petogodišnji ugovor vrijedan 15 miijuna €. Time je postao najplaćeniji igrač u klupskoj povijesti. Izabran je za najkorisnijeg igrača Eurolige 2008./09., a proječno je postizao 14,8 poena i 3,6 asistencija. Ujedno je izabran u najbolju petorku natjecanja, gdje se uz njega nalaze igrači Montepaschija iz Siene Terrell McIntyre, TAU Vitorie Igor Rakočević, te Olympiakosa Ioannis Bourousis i Panathinaikosa Nikola Peković.

## Španjolska reprezentacija
Navarro je član španjolske košarkaške reprezentacije. Njegovo prvo veliko natjecanje bile su Olimpijske igre u Sydneyu 2000. godine. Na Europskom prvenstvu u Turskoj 2001. odigrao je dvije odlične utakmice, a na kraju je s reprezentacijom osvojio brončanu medalju. S reprezentacijom je još osvojio srebrne medalje na Europskom prvenstvu u Švedskoj 2003. i Španjolskoj 2007., zlatnu medalju na Svjetskom prvenstvu u Japanu 2006., srebrnu medalju na Olimpijskim igrama u Pekingu 2008. i zlatnu medalju na Europskom prvenstvu u Poljskoj 2009.

## Nagrade i postignuća

### F.C. Barcelona
- Najkorisniji igrač finala katalonske lige 2001.
- Najkorisniji igrač španjolske lige 2006.
- Prva petorka Eurolige 2005./06.
- Prva petorka Eurolige 2006./07.
- Prva petorka Eurolige 2009.
- Najkorisniji igrač Eurolige 2009.

### Memphis Grizzlies
- NBA All-Rookie druga petorka: 2007./08.

### Španjolska reprezentacija
- Najbolja petorka Europskog prvenstva u Srbiji i Crnoj Gori 2005.
- Najbolja petorka Svjetskog U-19 prvenstva 1999.
- Najkorisniji igrač Svjetskog U-19 prvenstva 1999.

## Vanjske poveznice
- Profil na Euroleague.net
- Profil na NBA.com
- Profil  Arhivirana inačica izvorne stranice od 20. veljače 2021. (Wayback Machine) na Basketpedya.com